# 既存不適格
既存不適格（きそんふてきかく）は、建築・完成時の「旧法・旧規定の基準で合法的に建てられた建築物」であって、その後、法令の改正や都市計画変更などにより、現行法に対して不適格な部分が生じた建築物のことをいう。
戦後の1948年7月に制定された消防法（後述）、1950年5月に制定された建築基準法は原則として「着工時」の法令や基準に適合することを要求しているため、着工・完成後に法令の改正など、新たな規制ができた際に生じるものである。そのまま使用していてもただちに違法というわけではないが、増築や建替えを行う際には、法令に適合するよう建築しなければならない（原則）。
当初から法令に違反して建築された「違法建築」や「欠陥住宅」とは区別する必要がある。

## 既存不適格の例
- 大正時代の1919年（大正8年）に制定され、1920年（大正9年）12月1日に施行、1950年（昭和25年）11月22日に廃止された市街地建築物法では、当初2.7m以上の道路に接していなければ建築することができない、という規定になっていた。その後、法改正で要件が強化され、建築基準法でも4m以上の道路に接しなければならない、という規定になったが、古くからの市街地などでは4m未満の道も多く存在している（2項道路の項を参照）。
- 都市計画で用途地域が決められる以前から稼動していた工場などで、後から住居専用地域に定められたため、既存不適格になった事例がある。
- かつては31m（百尺規制）・20mなどの高さ制限で建物のボリュームを規制していたが、1968年（昭和43年）3月の建築基準法改正により、建物のボリュームは都市計画で定める容積率での規制が原則になった。1960年代までに高層化が進んだ市街地の中などで、後から導入された容積率をオーバーしている事例が見られる。この場合、ビルを建替えようとすると床面積を減らさざるを得ず、建替えの障害になる。
- 日照権訴訟が多発したため、1976年（昭和51年）11月の建築基準法改正で日影規制の導入が可能になったが、導入前に建てられたビルの中には、日影規制の既存不適格になっている事例がある。
- 耐震基準が改正される以前に建てられた建築物の中には、現実に耐震強度が不足しているものもある。大きな改正として1981年（昭和56年）5月の耐震基準改正が挙げられ、これ以降のものを「新耐震基準」と呼んでいる（それ以前のものは旧耐震基準。この改正はしばしば「56年改正」とも呼ばれる）。
  - 構造に関する規定はその後も改正されており、1981年以降に着工された建築物であるからといって即座に現行の耐震基準に適合するわけではない。木造建築物については2000年（平成12年）にも大幅な改正が行われているほか、鉄骨造建築物は1995年（平成7年）に仕口（部材の接合部）の仕様が、鉄筋コンクリート造については2005年（平成17年）に耐震壁の有効部分に関する規定が大きく改正されている。
- 昇降機に関しては、2002年（平成14年）6月の建築基準法施行令改正により、建物の新築などが行われる際は炎や煙を遮断するシャッターの設置が義務づけられた。さらに2009年（平成21年）9月の法令改正により、耐震対策などが既存不適格の項目に挙げられた[1]。

## 既存不適格の解除
既存不適格は、法の不遡及の原則と、法改正のたびに既に建っている建築物をすべて違反とすることで起きる社会的混乱を防ぐための制度であり、現行法に適合しない状態を半永久的に続けることを認めているわけではない。
このため、建築基準法には、既存不適格が解除される条件が規定されている。一度解除されると、その建物や敷地はすべて、解除された時点の法律に適合させなければならず、時には増改築や改修、補強などを必要とする。
- 一定規模以上の増改築や改修が行われた建物と、その建物が建っている敷地。敷地およびその棟全体を現行法に適合するよう改修や補強する必要がある。
- 上記にあたらない改修などによって、いちど現行法に適合した部分。既存不適格が解除されているので、着工時の状態に戻すことは違反である。問題となるのは適合するに至った部分だけであり、それ以外の部分には影響しない。
- 法改正（主に法規制の緩和）によって、現行法に適合するようになった部分。

なお、建築時点から違反であった建築物は既存不適格の適用を受けられない。適法にするための改修を行う場合、改修時点の法律が適用される。また、一度既存不適格が解除されても、その後の法改正によって再び既存不適格となる場合もある。

## 既存不適格に対する緩和
上記のように、既存不適格の建築物は増改築などの際に、建物全体を現行法（着工時の法律）に適合させる必要がある。
しかしながら、建物の状況によってはこれは簡単なことではない。例えば旧耐震基準で設計された建築物の構造強度を補強によって現行基準にすべて適合させることは、理論上は可能であるにしても現実には不可能である場合が多い（すべて壊して建て替えたほうが費用も工期も節約できる、など）。そのほか、防火区画など後付けで改善することが難しいものも少なくない。このため、法律上は全く増築できない建築物が出てくることとなる。こうした問題から、2005年より既存不適格の建築物について、一定の条件下では緩和が行われることとなった（特定行政庁により判断にばらつきがあったため国土交通省が統一基準を出した）。

エクスパンションジョイントにより1棟となる50m2未満の増築は補強の必要なし。既設建物床面積の半分以下の場合は耐震診断の上、耐震補強を行う。既設建物床面積の半分以上の場合は現行基準に則り構造計算を行い改修する。
さらに、耐震構造に関する緩和規定は2009年にも改正され、既存部分の半分以下の増改築などの一定の条件下では、要求される構造強度自体が緩和されるだけでなく、法的手続きについても大幅に軽減されている。ただし、既存部分をそのままにしてよいと言うわけではなく、不適格部分と何らかの区画を行う必要があったり、構造強度の場合は既存部分の耐震診断や耐震補強を行って十分な強度を確保することが求められたりと、結果としてかなりの費用が必要となる場合もある。

### 用途地域における既存不適格
都市計画によって用途地域が定められた結果、用途制限上の既存不適格になった場合（例えば第一種低層住居専用地域となる前から稼働していた工場など）は例外的な扱いがあり、増改築等を行っても、用途については既存不適格のままである（その用途で使用し続けることができる。用途以外の規制についてはこの限りではない）。ただし、敷地を増やすことはできず、また延べ床面積も「最初に既存不適格となった日」（基準日と呼ばれる）の床面積の1.2倍を超えることはできない（建築基準法施行令第137条の7）。原動機の出力や危険物の保管量などにも制限を受ける場合がある。さらに、新たな用途を発生させることができない場合が多い（上記の例の場合、工場敷地内に新たに製品の直売所を作ることは普通はできない）。
なお、用途制限については建築基準法第48条に基づく許可によって上記の制限を超えた増改築等が行われる場合もあるが、これは既存不適格とは全く別の制度である。

## 課題
既存不適格建築物で著しく危険または有害なものについて、建築基準法第10条に基づく命令を行うことができる規定があるが、実際に命令が出されるケースはほとんどないと言われる。また、増改築等を行うとすると厳しい基準が適用されるので、それを避けるために老朽化した建築物や古い基準によって明らかに耐震強度が不足している建築物などが改修されず放置される事例もあって、問題となっている。個々の建築物の増改築の場合だけでなく、歴史的景観を保った街区が2項道路の後退や22条地域の適用を嫌って丸ごと改修されない事例もある（歴史的価値を持つ建築物や街区については一定の緩和規定があるが、この緩和が全てのケースで充分有効に働いているわけではない）。

## 消防法の場合
消防設備が不十分で既存不適格となっていたデパート、旅館などにおいて火災が発生するケースが多発したため、1974年（昭和49年）6月の消防法改正において、公共的要素の高い旅館やホテル、デパート、病院、地下街、雑居ビルなどの特定防火対象物については、現在の基準に適合するよう義務付ける「遡及適用」の規定が初めて設けられた。

## 参照条文
- 建築基準法第3条第2項（建築済み等の建築物には新たな規制を適用しない＝不遡及の原則）
- 同 第3条第3項（ただし、当初から違反していた建築は除く。また、増築や大規模修繕等を行う際には、規制に適合するようにすること）
- 同 第86条の7（第3条第3項の緩和規定）
- 同 第87条第3項